# Les Écrans déchirés
Pour plus de détails, voir Fiche technique et Distribution.
Les Écrans déchirés est un court métrage français réalisé par Jacques Richard, sorti en 1976.

## Synopsis
Que deviennent les acteurs lorsqu'ils sont livrés à eux-mêmes ? Comment déchirer l'écran du cinéma conventionnel ?

## Fiche technique
- Titre : Les Écrans déchirés
- Réalisation : Jacques Richard
- Photographie : Patrice Enard
- Production : Yann Dedet  et Frédéric Mitterrand
- Genre : court métrage
- Durée :  25 minutes

## Distribution
- Fabrice Luchini : Michel
- Michael Lonsdale : Fabrice
- Agathe Vannier : Agathe
- Jacques Richard 	: Jacques
- Catherine Ribeiro : Catherine
- Bernard Dubois : Bernard

## Cinémathèque
En 2010, Les Écrans déchirés est présenté à la Cinémathèque française dans le cadre de la carte blanche de Jean-Pierre Bastid sur le thème Anarchie et Cinéma.